# Courbe de réflectance
La courbe de réflectance est définie par la quantité d'énergie réémise par rapport à la quantité d'énergie reçue par longueur d'onde du spectre visible, voire le proche infrarouge et l'ultraviolet.
Certains animaux comme les calmars et seiches peuvent modifier la réflectance des cellules constituant leur peau, ce qui leur permet d'améliorer leur camouflage. Certaines espèces peuvent même modifier la polarisation de la lumière qui les éclaire.

## Métamérisme
La couleur d'un objet, tel que nous le voyons, dépend de la lumière qui arrive à l'œil venant de l'objet. Nous ne percevons que les différences d'intensité entre les trois types de récepteurs de l'œil, ce qui fait que deux lumières ayant une composition spectrale tout à fait différente peuvent se percevoir identiquement. On dit que leurs couleurs sont métamères l'une de l'autre.
Lorsque cette lumière provient d'un objet, elle dépend de la lumière qui l'éclaire. Pour chaque longueur d'onde, ce qui arrive à l'œil est le produit de ce qui se trouve dans la lumière d'éclairage et de la proportion qu'en renvoie la surface. Il arrive qu'examinés sous une certaine lumière (par exemple, la lumière du jour), deux objets semblent de la même couleur, alors que sous une autre lumière (par exemple, un éclairage fluorescent, ils semblent légèrement différents.
On effectue, pour combler un trou, une retouche sur une surface peinte, sans disposer de la peinture d'origine. Dans la lumière de l'atelier, la retouche est invisible ; on ne la distingue pas de l'original. Transporté ailleurs, la couleur neuve se distingue du fond. De retour à l'atelier, elle ne se distingue pas.
La perception de couleur dépend aussi des propriétés du capteur. La sensibilité aux couleurs varie d'une personne à l'autre et avec l'âge. Quand le capteur est chimique ou électronique, comme dans le cas de la photographie, sa réponse diffère de celle de l'œil humain, et en conséquence, des différences de spectre lumineux qui ne provoquent à l'œil nu aucune différence de couleur peuvent devenir évidentes.
Seule une identité de la courbe de réflectance garantit que deux objets auront, en toutes circonstances, la même couleur.

## L'instrumentation
On mesure la courbe de réflectance avec un spectromètre d'absorption spécialement prévu à cet effet.
Elle donne aujourd'hui de bons résultats pour des intervalles de 20 nm, 10 nm et 5 nm.
Certains appareils sont plus précis mais la réponse en intervalle n'est pas régulière. On peut avoir des intervalles variant de 3 à 10 nm sur la totalité du spectre.

## Applications

### Camouflage
L'une des applications concrètes des mesures de réflectance est celle des camouflages (généralement à usage militaires, ou naturalistes, pour la photographie animalière par exemple). Pour être efficace, il est non seulement nécessaire que les couleurs constituant un camouflage soit définies avec précision dans le visible (par exemple noir, marron, vert, beige) mais aussi maintenant dans l'infrarouge que de nombreux détecteurs et certains animaux observent facilement. 
En effet, avec le développement des moyens de détection modernes tels que la détection infrarouge et les équipements de vision nocturne, il est devenu nécessaire que les couleurs se différencient les unes des autres dans l'infrarouge.
Les tissus camouflés militaires ont donc toujours une spécification précise concernant la réflectance infrarouge de chacune des teintes du camouflage.
Si les courbes de réflectance des différentes couleurs étaient les mêmes, le porteur du vêtement camouflé, vu à la lunette infrarouge, apparaîtrait alors comme une silhouette bien visible et donc vulnérable. Généralement, les longueurs d'onde importantes pour un tissu de camouflage sont comprises entre 700 et 1200 nm.

### Beaux-arts et arts graphiques
La norme ISO 2846 définit la courbe de réflectance des encres d'imprimeries propres à la quadrichromie. Elle garantit que la synthèse soustractive des couleurs réalisée dans les imprimés produira toujours les mêmes effets.
Dans l'étude des œuvres d'art, l'étude des courbes de réflectance permet de déterminer les pigments utilisés dans des œuvres anciennes, et, en cas de restauration, d'utiliser les pigments disponibles de façon à éviter les problèmes de métamérisme imparfait, et d'obtenir ainsi des interventions aussi invisibles que possible quel que soit l'éclairage.